# Cavall American Paint
Els cavalls American Paint són una raça de cavalls de tipus vaquer amb pelatges clapats. Bàsicament, són similars als cavalls Quarter, però amb mantells tacats o pintats.

## Història
Els cavalls de pelatges tacats estan documentats des de fa molts segles en diversos indrets del món.
Hi ha una pintura egípcia que representa un cavall roig-tacat segons el patró clapejat.
També hi ha la cràtera d'Amphiaraos (550 aC), amb un cavall tacat representat. I els arxius de la cavalleria atenenca clàssica, preservats en part, indiquen una majoria de cavalls amb mantells clapats.
Referència a pelatges pintats en els cavalls tracis es troben a l'Eneida.
Més modernament, en la batalla de Las Navas de Tolosa, el cabdill musulmà Miramamolí va fugir en una egua tacada.
Hi ha porcellanes xineses i pintures de l'Índia que representen cavalls tacats...
Els primers cavalls clapejats desembarcats en el continent americà són els que descrigué Bernal Díaz del Castillo ("un caballo hobero, algo sobre morzillo...").
Quan els cavalls espanyols arribaren a les planes dels Estats Units, foren especialment apreciats per les tribus indígenes Comanxe i d'altres.
En els primers temps del registre Quarter Horse, els cavalls de tipus Quarter amb taques blanques es podien inscriure amb eventuals restriccions. En les circumstàncies descrites, algun exemplar com Painted Joe competia en les curses típiques d'un quart de milla amb resultats excel·lents.

## Registre
Els cavalls American Paint es caracteritzen per una conformació de cavall vaquer i un pelatge tacat. Aquest tipus està assegurat per unes normes estrictes en el registre.
Per a inscriure un cavall en la American Paint Horse Association (APHA), cal que els progenitors estiguin inscrits en el llibre genealògic. També hi ha la possibilitat d'inscriure poltres amb un dels pares inscrit a la APHA i l'altre registrat a l'American Quarter Horse Association o al Jockey Club (Thoroughbred). Hi ha dues categories: "normal" i "no tacat de raça Paint".

### Inscripció "normal"
A part de la puresa de sang (determinada pels progenitors inscrits en el registre), un cavall susceptible d'inscripció ha de mostrar un pelatge mínimament tacat, segons les normes. Dit d'una altra manera, pel cap baix, el poltre ha de mostrar una taca blanca de naixement al cos (o en les zones determinades pel reglament), formada per pèls blancs sobre una regió de pell rosada i despigmentada. La taca ha de ser d'uns 5 cm o més gran. Si el pelatge predominant és blanc, el poltre ha de tenir una zona de pell despigmentada de les mateixes dimensions mínimes indicades.

### Inscripció de cavalls "no tacats" de raça Paint

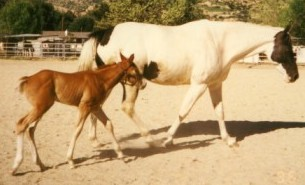
Poltre Paint de pelatge "no tacat". L'estaló era un alatzà clapat i la mare una egua negra tacada vermellenca

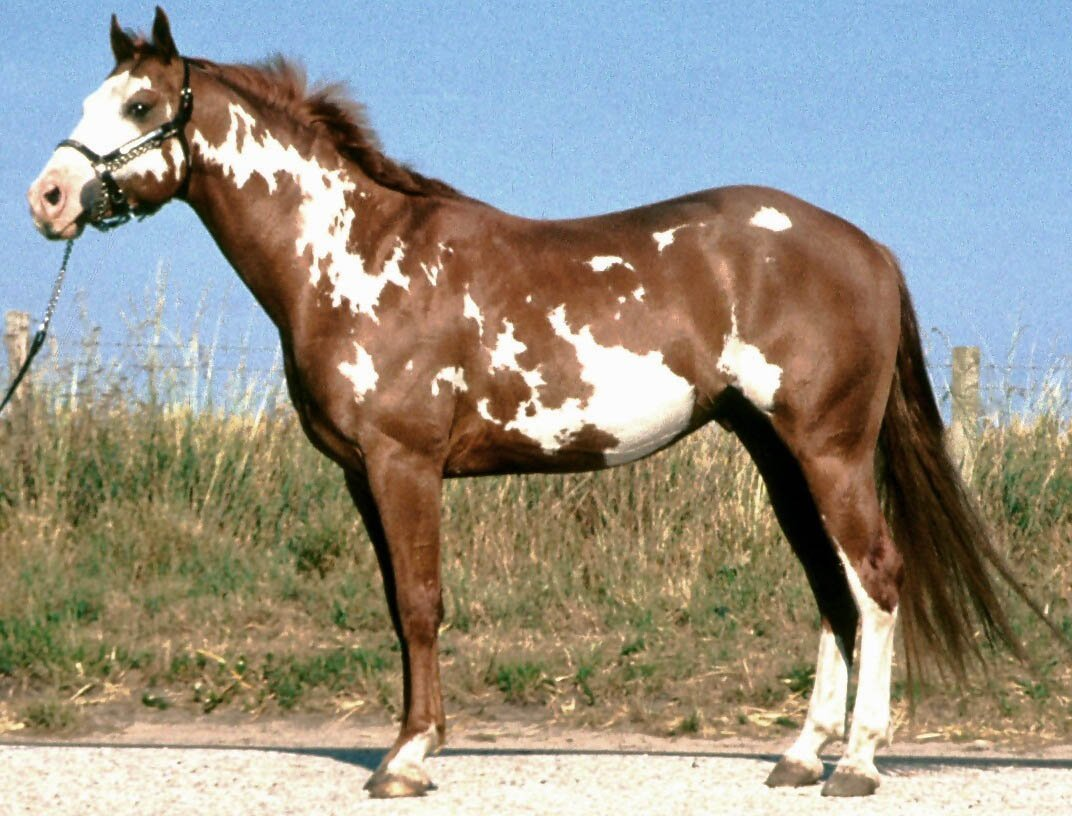
Cavall Paint de pelatge vermellenc

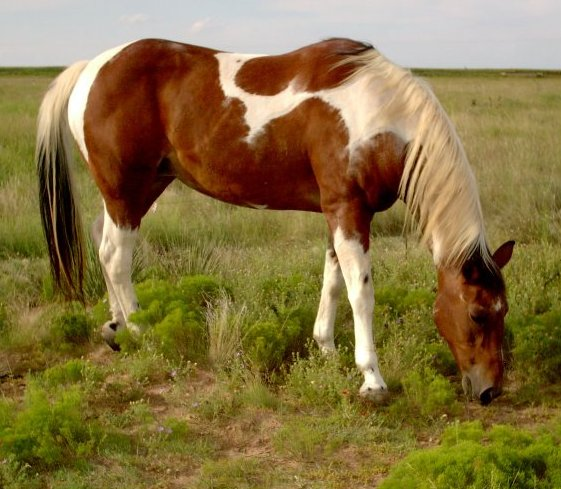
Cavall Paint de pelatge clapat

Els poltres de pelatge no tacat fills de pares inscrits s'hi poden inscriure amb certes restriccions. La seva denominació en anglès és "Solid Paint-Breds" o "Breeding Stock Paints" (en català: cavalls Paint de pelatge sòlid i cavalls de raça Paint). Aquesta mena de cavalls poden participar en certa mena de proves organitzades per la APHA.
Els cavalls anteriors acostumen a ser heterozigòtics i poden ser portadors d'un al·lel "tacat" en el cas de cavalls recessius com els "sabins". En els tacats dominants (per exemple, "clapejats"), normalment no són portadors de cap al·lel "tacat". (En serien excepció els cavalls amb alguna taca blanca "al cos" molt petita. Més petita de 5 cm. Taca que els faria "tacats", però que no permetria el seu registre a la APHA.) Un cavall de pelatge "sòlid" sense cap al·lel "tacat" pot tenir característiques desitjables per a la cria.

## Pelatges
El registre APHA inclou pelatges tacats dels quatre tipus o patrons reconeguts (vermellenc, clapejat, sabí i esquitxat de blanc) sobre qualsevol pelatge "bàsic" o diluït (incloent-hi la dilució champagne). Però els classifica d'una manera no genètica agrupant clapejats, sabins i esquitxats en la categoria de "vermellencs" de la manera següent:
CLASSIFICACIÓ SEGONS APHA
- Vermellencs (frame overos, sabins, esquitxats de blanc)
- Clapejats
  - Tovers (els que són, a la vegada, vermellencs i clapejats)
- (Sòlids o no tacats)

CLASSIFICACIÓ GENÈTICA
- Vermellencs
- Sabins
- Esquitxats de blanc
- Clapejats
  - Pelatges tacats multipatró (en un únic cavall: 2 patrons, 3 patrons o 4 patrons)

La classificació APHA, en agrupar genotipus diferents en un sol grup (i ignorar, a efectes administratius, la possibilitat real de pelatges tacats bipatró, tripatró i quadripatró), no permet considerar-ne els casos reals possibles. D'altra banda, el registre APHA ofereix bones explicacions i imatges sobre els aspectes genètics dels pelatges tacats.